# François Augiéras
François Augiéras (Rochester, Estados Unidos, 18 de julio de 1925 - Périgueux, Francia, 13 de diciembre de 1971), fue un escritor y pintor francés.

## Biografía
François Augiéras era hijo de Pierre Augiéras, pianista francés de renombre, su madre pintaba porcelana y era de origen polaco. Pierre Augiéras, se instaló en Estados Unidos por razones profesionales, murió de apendicitis dos meses antes del nacimiento de su hijo. Traído a Francia pocos meses después de nacer, François Augiéras pasó su infancia junto a su madre. En París, que encontraba siniestra, estudió en el colegio Stanislas. Después vivió en Périgueux, donde se intaló a la edad de ocho años. A los trece, descubre en la biblioteca municipal, los libros de André Gide, Nietzsche y Arthur Rimbaud.
Atraído por el arte, dejó la escuela a los trece años para asistir a clases de dibujo.  En 1941, se matriculó en uno de los muchos movimientos juveniles que proliferaron bajo el régimen de Vichy, pero en 1942 lo abandona para convertirse en actor en un teatro ambulante. Trabaja, en 1944, en el depósito de la flota de Toulon, y luego pasa a la Argelia francesa, llegando a Argel. Deseoso de ir más al sur, se instala con su tío Marcel Augiéras, militar colonial retirado, que vive en El Golea en el Sáhara. Durante su estancia en el Sáhara, François Augiéras es abusado sexualmente por su tío, descubrimiento así sus propias inclinaciones homosexuales.
Augiéras se inspiró en este episodio para escribir en 1949, Le Vieillard et l'Enfant, donde narra la historia de un niño reducido a esclavitud en un oasis en mitad del desierto y que fue publicada en 1954 bajo el seudónimo de Abdallah Chaamba. La obra llama la atención de André Gide que, algunos meses antes de su muerte, conoce al joven escritor después de que este le enviara dos cartas. Augiéras escribió más tarde que Gide se conmovió con el encuentro y se imagina a sí mismo como el «último amor» del gran escritor. Como Le Vieillard et l'Enfant apareció poco después de rumoreó que fue en realidad fue escrito por Gide.
Solitario y rebelde, Augiéras multiplica sus viajes, sobre todo a Argelia y Grecia, haciendo retiros en el monte Athos. En 1957-1958, participa en la revista Structure, que dirige Pierre Renaud en París, y se involucra en una empresa de camellos en el sur de Argelia. Sus libros se inspiran en su azarosa vida, el mismo escribió «Acepto o propongo aventuras peligrosas, siempre con el pensamiento puesto en que se convertirán en libros». De temperamento panteísta, Augiéras evoca abiertamente en sus escritos su atracción sexual por muchachos y muchachas, e incluso por animales. En L'Apprenti sorcier, la única de sus obras no autobiográficas, aborda el tema de la pedofilia.
En 1960, contrae matrimonio con su prima Viviane de La Ville, pero su unión fracasa y se separaron nueve años más tarde. En 1967, publica su primer libro con su verdadero nombre, Une adolescence au temps du Maréchal et de múltiples aventures. Las andanzas, la precariedad, y la soledad agrabaron su estado de salud. Las visitas al hospital de Périgueux se suceden. A finales de los años 60, reside un tiempo en las cuevas de Domme para escapar de las condiciones de vida de los hospicios, y escribe en cuadernos escolares. Su libro Domme ou l'Essai d'occupation, que no consiguió editar, trata sobre su vida en las cuevas.
Minado por la pobreza y la malnutrición, envejecido prematuramente por sus condiciones de vida, se instala en una casa de reposo cerca de Brantôme, después en un hospicio para indigentes en Montignac. Un voyage au Mont Athos se publica en 1970. François Augiéras muere el 13 de diciembre de 1971 en el hospital de Périgueux. Fue enterrado en Domme el 18 de diciembre. Uno de sus pocos amigos, el maestro Paul Placet, se dedicó a difundir la obra de Augiéras organizando exposiciones de pinturas y difundiendo sus mansucritos.
Varias obras de François Augiéras, incluidas las colecciones de correspondencia fueron publicados póstumamente. Además de la obra literaria, deja una serie de pinturas y dibujos, todavía poco conocidos. Uno de sus biógrafos, Serge Sánchez, describe la obra de Augiéras como "un fresco espiritual arraigada en su propia vida".

## Obras
- Le Vieillard et l'Enfant, 1954.
- Zirara, 1957.
- Le Voyage des morts, 1959.
- Une adolescence au temps du Maréchal et de múltiples aventures, 1968.
- Un voyage au Mont Athos, 1970

### Obra póstuma
- L'Apprenti sorcier, 1976.
- Domme ou l'Essai d'occupation, 1982.
- Les Barbares d'Occident, 1990.
- Lettres à Paul Placet, 2000.